# 鹿中民
鹿中民（1932年—），男，河北定州人，中国农机专家，曾任中国第一拖拉机工程机械集团董事长，第八、九届全国政协委员。